# Levelezőlap

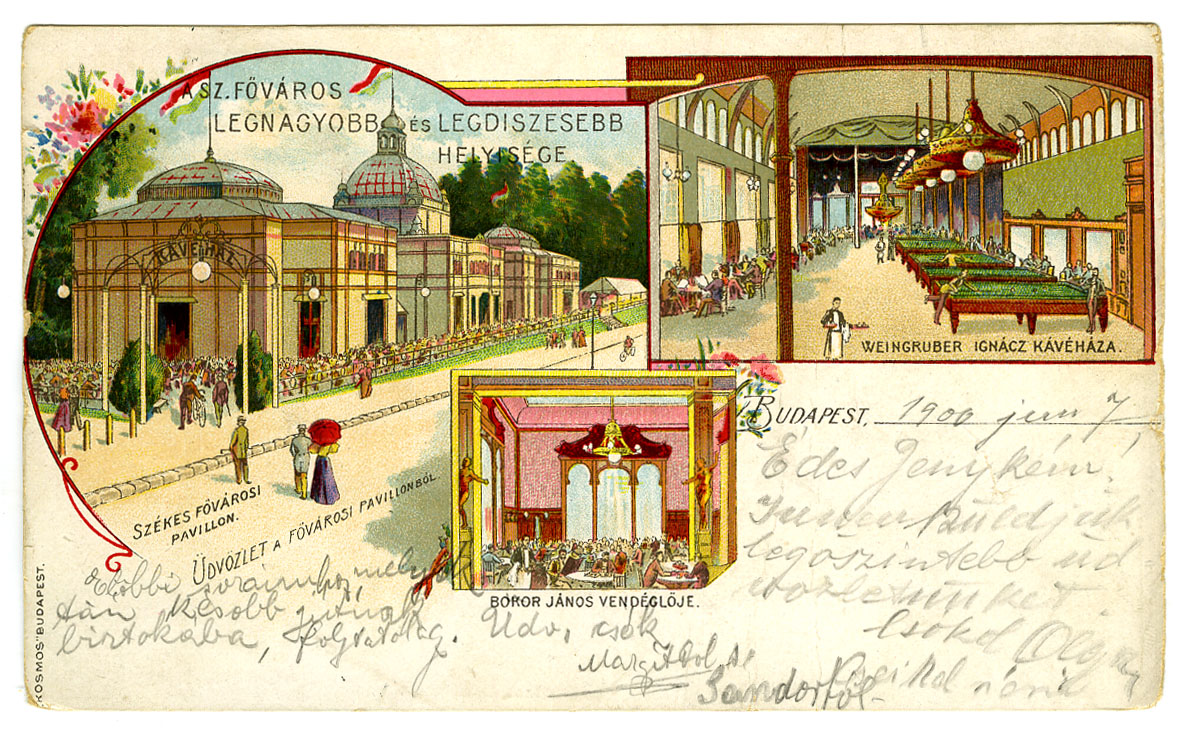
Postai képes levelezőlap az 1896-os millenniumi ünnepségek alkalmából, a Városligetben épült Székes Fővárosi Pavilon látképével

A levelezőlap rövidebb szöveg közlésére alkalmas, a levélnél könnyebb postaküldemény-fajta. 
A postai levelezőlapból fejlődött ki a képes levelezőlap. Az elektronikus levelezés térnyerésének köszönhetően, szerepe a 21. században jelentős mértékben csökkent.
A képes levelezőlap vagy képeslap postai terjesztésű levelezőlap, boríték nélkül is feladható, mérete megszabott, melynek az egyik oldalát vagy annak egy részét illusztráció, kép díszíti. Két kategóriáját különböztetnek meg: postai és magánkiadványokat. A képeslap a postai levelezőlapból fejlődött ki, de előfutárai már korábban megjelentek. Az Osztrák–Magyar Monarchiában 1869. október 1-jén hozták forgalomba az első „levelezési lapot”, amin a „Correspondenz-Karte” feliraton kívül az osztrák és a magyar címer volt látható. Egy hónappal később a német feliratot felváltotta a magyar „Levelezési lap”. Párizsban, 1878. június 1-jén a nemzetközi postakonferencián elfogadták hivatalos postai küldeménynek. 

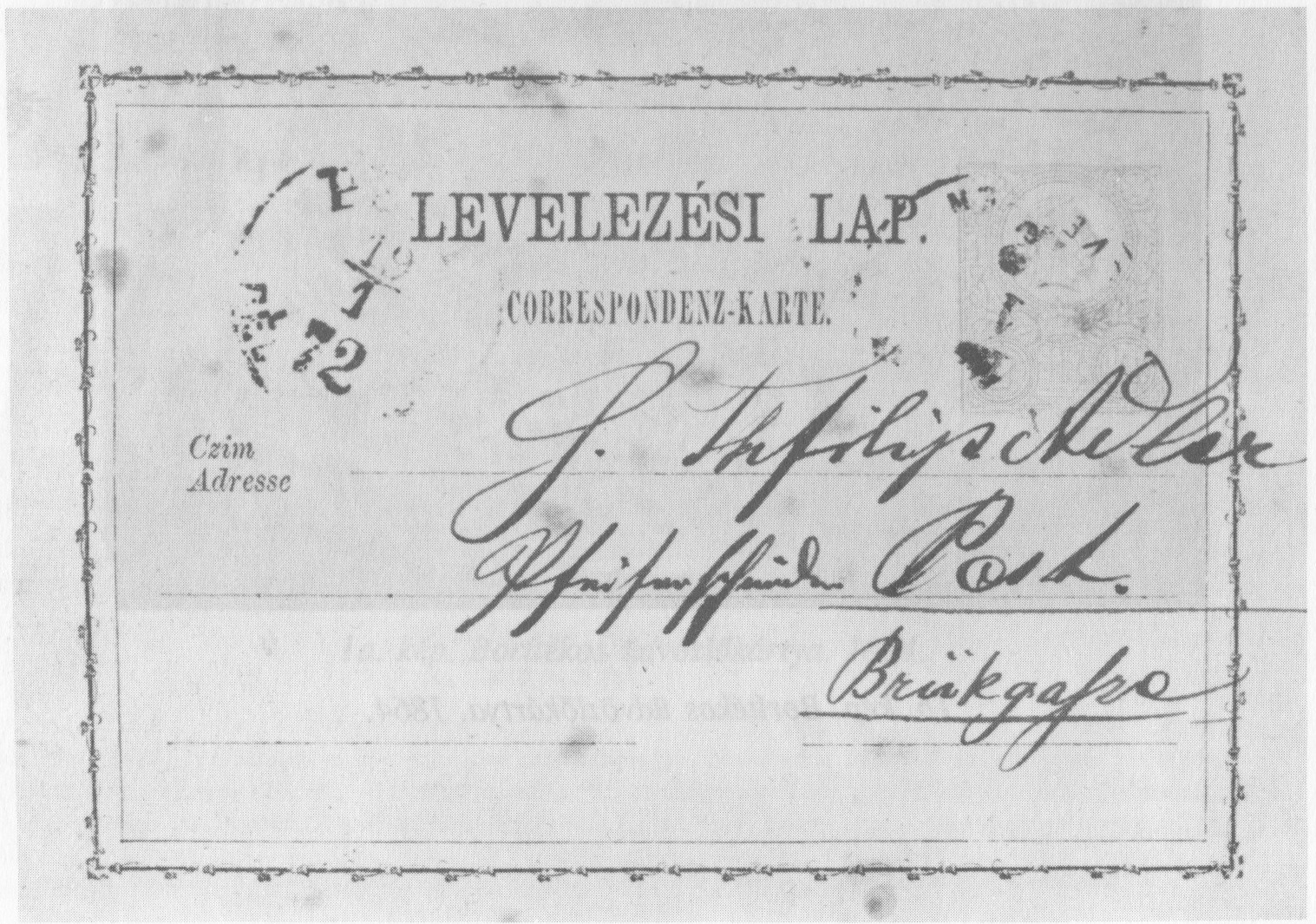
Postai levelezőlap, 1872

## Története

### Előtörténete
Franciaországban már a 17. század elejétől ismerték az üdvözlő- és köszönőlapokat, amik igazából inkább névjegykártyáknak minősültek. A Soffar által készített illusztrált névjegykártyák voltak a legnépszerűbbek, hatásuk volt a cári udvarra is, ahol Szuvorov marsallé voltak a legismertebbek. Az angoloknál és a skótoknál a 19. században az volt a szokás, hogy a fiúk és a lányok egymásnak tréfás lírai üdvözleteket küldözgettek Valentin nap alkalmából. Divatban voltak az illusztrált levélpapírok is. 
A képes levelezőlap elődjének tekinthetők a köszöntőkártyák és a „Kunstbillet”-nek nevezett színes nyomatok. Ezek az Osztrák-Magyar Monarchiában is nagyon népszerűek voltak. A szöveg és az illusztráció egyenrangú volt. Kezdetben kézzel festették, majd később a színezett metszetek lettek jellemzőek. 
A levelezőlap ötletét először Heinrich Stephan vetette fel 1865. november 30-án, az V. karlsruhei konferencián, a postai lap díjszabását akarta olcsóbbá tenni. Négy évre rá Dr. Emmanuel Herrmann ismertette az ötletet a Neue Freie Presse című lapban. Ez Gervay Mihály támogatásával október 1-jén megvalósult, és megjelent az első levelezőlap, szabványméretét 1878-ban Párizsban, az Egyetemes Postakongresszuson állapították meg 140×90 mm-ben. Megjelenése nagy feltűnést keltett, már az első napon 10 ezer példány fogyott belőle, 1871-ben 2,5 milliót adtak el, 1873-ban pedig 6,5 milliót kézbesített a magyar posta. 1874-ben a berni nemzetközi postai konferencián az amerikaiak létrehozták az Egyetemes Postauniót, így a 22 európai ország és az amerikaiak megállapodtak abban, hogy a levelezőlapok a zárt levél díjának a feléért árusíthatók és nemzetközileg is felhasználhatók.
Nem lehet egyértelmű választ adni arra, hogy ki volt a képes levelezőlap feltalálója, mivel nem lehet időbeli sorrendet felállítani az első példányok között. August Schwartz oldenburgi porosz könyvkereskedő 1870. július 16-án a postai levelezőlap címzési oldalának bal felső sarkába egy képet nyomatott, amely egy ágyú mögött álló tüzért ábrázolt. Franciaországban 1870. szeptember 18-án megjelent egy 110×70 mm méretű, 3 gramm súlyú képeslap, melynek közepén a címerpajzsban a „szabadság, egyenlőség, testvériség” mottó szerepelt. 
Angliában 1870. október 1-jén jelentek meg a levelezőlapok rányomtatott bélyeggel. 1872-ben a nürnbergi Franz Rorich rézmetsző készített először olyan lapokat, amelynek az egész hátoldalán kép volt. Eleinte a tájról, majd építészeti emlékekről készített képeket a lapok hátoldalára. Németországban és az Osztrák-Magyar Monarchiában 1885-ben engedélyezték, hogy magánszemélyek is készíthessnek képes levelezőlapokat.

### Magyar képeslapkiadás

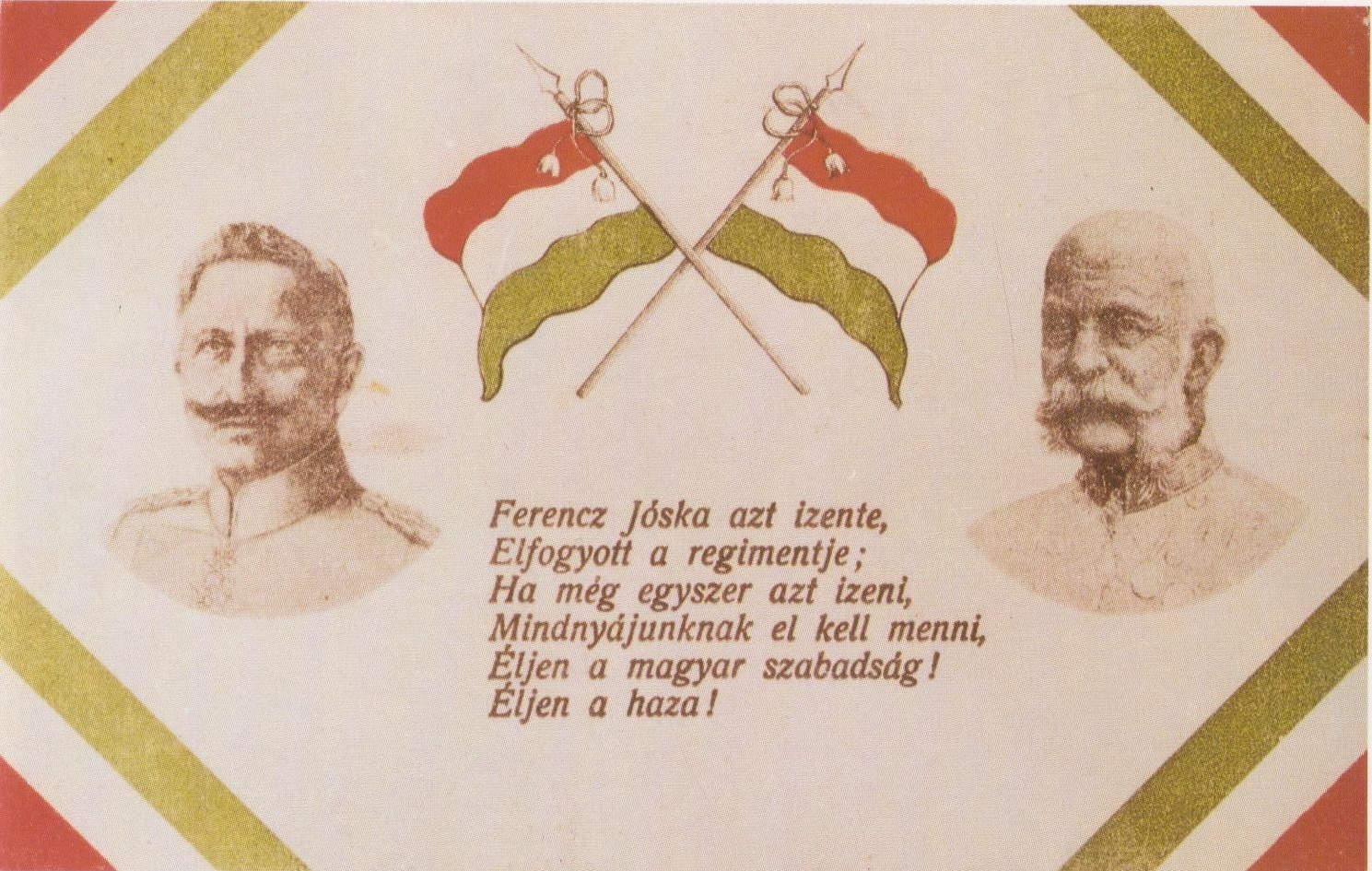
Első világháborús propaganda képeslap, 1915

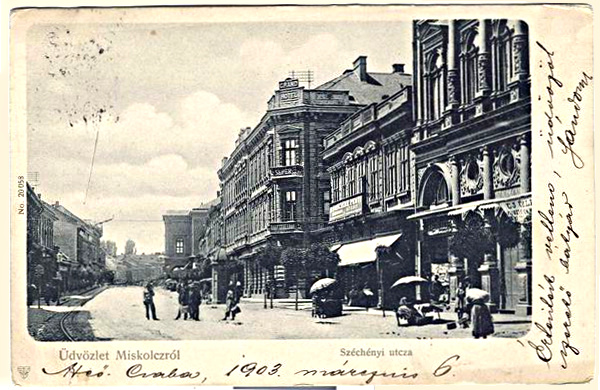
Miskolci képeslap 1903-ból

A magyar képeslapkiadás 1896-ban, a millennium évében kezdődött. 1896-ig csak két alkalmi levelezőlap jelent meg, de a kiadóik ismeretlenek. Az egyiket 1891-ben adták ki a temesvári dél-magyarországi ipari- és mezőgazdasági kiállításról, a másik 1895-ben jelent meg Kis-Czellről, a király látogatása alkalmából. 1896-ban megjelent egy 32 lapos sorozat a millenniumi Ezredéves Kiállításra, amelyeknek a témái a következőek voltak: milleniumi kiállítás, budapesti látképek, tájképek, történelmi jelenetek és életképek, Horvátország és Szlavónia. Ezzel elindult a tömeges képeslap-terjesztés. 
A kor ismert festői és illusztrátorai – Dörre Tivadar, Kimnach László, Vágó Pál, Cserna Károly – készítették a levelezőlapok eredeteit. Az eredeti akvarellek közül 14 darab található a budapesti Postamúzeum gyűjteményében. A képeslapok nyomatai színes fametszetek és litográfiák. A sorozatot a Posner és Fia, Pesti Könyvnyomda Rt., Morelli budapesti nyomda készítették. A lapok bal oldalán a magyar korona képe van, a címzési oldalának felirata: „Magyar Királyi Posta Levelező-Lap”. Kivételt képez két lap, melyeknek a címzési oldalán horvát nyelvű szöveg is van és csak Horvátországban kerültek forgalomba. 
A millennium évében több magánkiadó is megjelentetett képeslapokat, de Eisler G. sorozata volt az első, amely nem a kiállítást választotta témául, hanem „Üdvözlet Budapestről” felirattal a magyar népi kultúrát. A levelezőlap gyors elterjedéséhez hozzájárult a praktikusság, az olcsóság és a vasúthálózat kiépítése.
Elsők között ábrázolták a fővárost és a legnagyobb településeket, hegyi és tengeri üdülőhelyeket, fürdőket és turisztikai látványosságokat. Budapestről több mint 1800 fajta képeslap készült, de a legrégebbi tájlap közé az 1892-es fiumei és az 1893-as nagyszebeni képeslap tartozik. 1900-ig zömében osztrák és német kiadóktól importálták a képes levelezőlapokat, amelyek Magyarország legismertebb helyeit mutatták be. 
Népszerűségüket mi sem bizonyítja jobban annál, hogy a XX. század első évtizedeiben mintegy 60 gyógyfürdőről és üdülőhelyről készült képes levelezőlap. Forgalmazásukkal többnyire a könyvkiadók, könyv- és papírüzletek tulajdonosai, nyomdák és fotóműhelyek foglalkoztak. A fő profiljuk nem a képeslapkiadás volt. Nagyon ritkán tüntették fel a lapokon az előállító nyomdát, általában csak a kiadó neve szerepelt a képeslapon. Képeslapkiadással többek között az alábbi könyvkiadók és gyártók foglalkoztak: Divald Károly, Divald Lajos, Károlyi György, Könyves Kálmán Rt., Klökner Péter, Szoller Géza, Engländer és Társa, Strompf Ignác, Cottarino Sándor, Herger Ágoston, Kosmos, Klösz György és Fia, Lengyel Lipót, Csokonai nyomda, Bloch nyomda, Török és Kremszer könyvnyomda, Posner Grafikai Műintézet. 
Az 1948-as államosításkor megszűntek a magán képeslapkiadók. A 60-70-es években monopolhelyzet alakult ki, mert a Képzőművészeti Alap Kiadó Vállalata adott csak ki képeslapokat. 1970-ben a Kartográfiai Vállalat is csatlakozott a kiadáshoz. A rendszerváltás után visszaállt az államosítás előtti szabad piaci verseny.

## Tematika

### Múlt és jelen

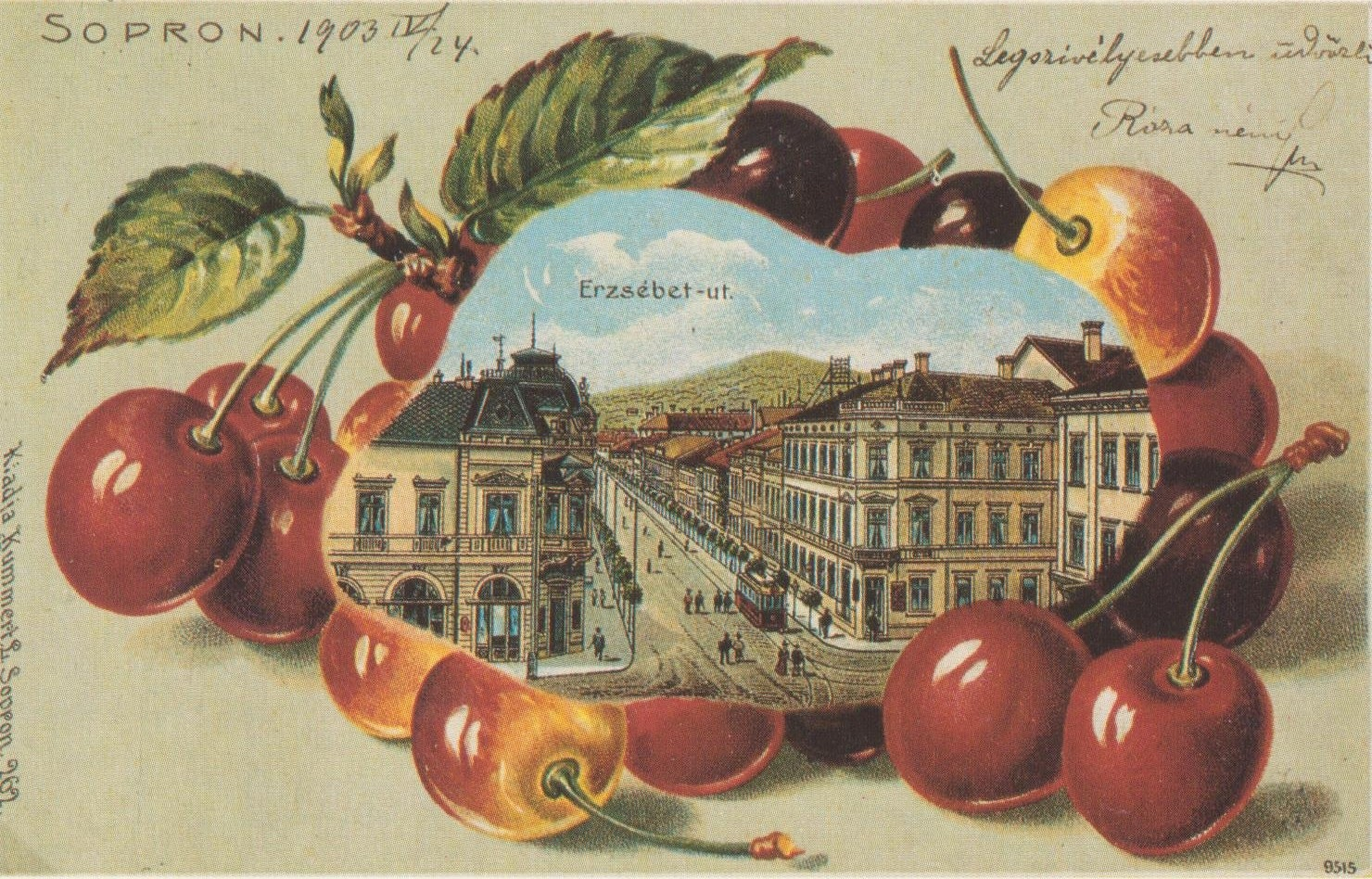
Sopron, 1903

A városképek és a tájképek a képeslapkészítés legnépszerűbb témái. Az első példányok grafikákról, főleg litográfiákról készültek, először fekete-fehérben majd színesben. A fotóábrázolások az 1890-es években jelentek meg, ezek magukkal hozták a „mozaik” képeslapokat, melyeken több képet zsúfoltak össze. 
A századforduló jellemzői a címeres városképi lapok. 1905-ben már hőlégballonból készített felvételek alapján is készültek képeslapok. A városképek alapján jól megfigyelhetők egy-egy település változásai, ezeket felhasználták a II. világháború után, például Varsó rekonstrukciójában. 
A XIX. században megszámlálhatatlan képeslap készült a vidéki városokról, falvakról. A lapoknak a középpontjában majdnem mindig történelmi nevezetességek, műemlékek szerepelnek, vagy a mezővárosok esetében a főtér. Az iparkutatók számára pótolhatatlan dokumentumok azok a képeslapok, amelyek ipari objektumokat, gyárakat és bányákat örökítenek meg, már 1880-tól. 
Kedvelt motívumok a közlekedési eszközök is, az omnibusztól a napjainkig használt repülőgépekig. A berlini Raphael Tuck & Sons európai hírű vasúti lapkiadónak számított. A „Híres expresszek” néven ismertté vált sorozatát Magyarországon is forgalmazták, utólag magyar felirattal is ellátták. Egyre népszerűbb megoldássá vált az, hogy az ipari-és vasúttörténeti témájú könyvek, tanulmányok, kiállítások illusztrációs anyagainál kizárólag képeslapokra támaszkodjanak.
Az 1880-as évektől egészen máig, mind külföldön, mind Magyarországon népszerű témává vált a népélet és a népművészet is. Sok népviseleti lapot forgalmazott a Baross nyomda Egerről és környékéről. Rajzos képeslapok is készültek. A néprajzi illusztrátorok közé tartozik Csikós Tóth András és Zádor István festőművész. 
A történelmi témájú lapok felosztása: nevezetes évfordulókra kiadott alkalmi levelezőlapok, illetve fontos eseményeket, jelentős személyiségeket ábrázoló lapok. A múlt század utolsó éveitől jellemzőek az eredeti fényképekről vagy plakátokról készített lapok propaganda céljából. 
A képeslapoknak hírközlő üzenete is volt, így az új eseményeket ábrázoló lapokat mihamarabb megjelenítették. Például a német posta, 1900. január 1-jén a „XX. század első napjára” kiadott két millió darab alkalmi képeslapját két óra alatt eladta.

### Művészetek
1899-ben a nagy berlini akadémiai műtárlaton engedélyezték a reprodukciós képeslapok árusítását. Divald Károly 1899-ben megjelentette Raffaello, Tiziano, Rubens, Murillo, Rembrandt remekeit 30 lapos sorozaton. Ebben az évben Silberer Béla az év tavaszi tárlata után kiadta a festmények és a szobrok másolatait képeslapokon, majd a századfordulón a „Magyar művészet” sorozatot. A múzeumok a képeslapok által váltak még ismertebbekké, napjainkig is adnak ki saját kiadású lapokat vagy sorozatokat.
Az irodalom, zene és a tánc sajátos módon jelent meg a képeslapokon. Schweiger Tivadar Budapesten 1899-ben 200 „irodalmi levelezőlapot” adott ki, amelyeken az írók arcképei és autogramjai is rajta voltak. Ugyan ebben az évben Gerő Imre ún. „zenés levelezőlapokat” adott ki, amelyeken a kor divatos szövegei és dallamai szerepeltek. A kor sikeres színészeiről, darabjairól, jeleneteiről, filmekről és balett előadásokról is készültek képes levelezőlapok. 1968-ban két 18-18 lapból álló sorozat jelent meg a klasszikus magyar színészekről.

### Reklám, humor, fantázia
A kiadók hamar felismerték a képeslapokban rejlő reklám lehetőséget. A Képes Levelező-Lap újság 1900-ban megjelent véleménye a hirdetést tartalmazó képeslapokról: „…értelmes gyárosok reklám levelezőlapokat adnak ki….” Kiadtak idegenforgalmat népszerűsítő képeslapokat is. Ezekről a levelezőlapokról elmondható, hogy túlnyomórészt zsúfoltak, sok feliratot, szöveget tartalmaznak. 
A régebbi képeslapok között nagy mennyiségben előfordulnak a humoros, tréfás lapok. Ezeket a lapokat főleg a katonák vásárolták, így a témákkal nekik kedveztek. De számtalan más témájú is előfordult. Magyarországon is forgalmazták az ún. élőhegyes lapokat, amiket Németországban gyártottak. Ezek a lapok az antropomorfizált természetet jelenítették meg.

### Üdvözlőlapok
Üdvözlőkártyákat általában családi eseményekre, ünnepi alkalmakra küldtek a feladók, az illusztrációk egyértelműen beazonosíthatóak és változatosak voltak. E lapoknak külön csoportját képezik a szerelmi üdvözlőkártyák. A szerelmi levelezésben külön szerepe volt a bélyeg- és a virágnyelvnek. A képeslap „aranykorában”, a „képes levelezőlap nyelvnek” nagyon fontos szerepe volt. A Képes Levelező-Lap újság 1902-ben bemutatta az illusztrációk értelmét.

## Képeslaptechnika, különleges levelezőlapok

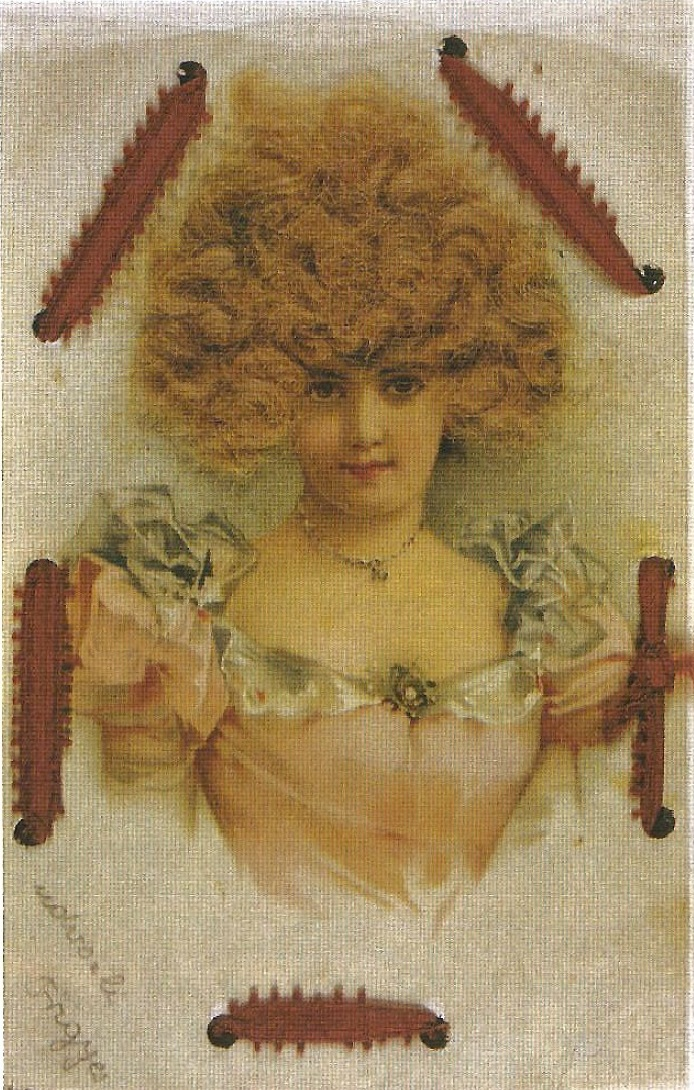
Hajas képeslap, 1900

A nyomdatechnika fejlődésével összefügg a képes levelezőlap készítése is. A rajzokat litográfiai eljárással sokszorosították. Franciaországban 1850-ben feltalálták a fénynyomást, ezt az eljárást Divald Károly honosította meg Magyarországon. 1920-ban a fénynyomást felváltotta a fénykép levonat. A 30-as években offset nyomtatással készültek a képeslapok. A század végén a képeslapok zöme már eredeti fényképek alapján készült. A fotómontázs népszerű technikai eljárás lett a lapok készítésénél. A képeslapok többféle méretben és formában is megjelennek. Számtalan különleges képeslap készül a napjainkig. A képeslap „aranykorában” népszerűek voltak az összerakható levelezőlap sorozatok, ahol 10-12 lap együtt adott ki egy motívumot, de a csipke utánzatú, domborított nyomású kártyák is. A képeslapkiadók a beküldött arcképek alapján az üdvözlőlapokra nyomtatták az illető fényképét.
Levelezőlapokat gyártottak nyírfakéregből, fenyőfából. A budapesti Galántai Gyula 1900-ban falemez keresztezésű palatáblás és élővirágos levelezőlapokat is készített. Ugyanebben az évben Magyarországon domborított képeslap készült préselt fémlemezből és papírborítással. Bőrlapra nyomtatott képeslapokat is gyártottak, melyek Amerikából kerültek Magyarországra. Bécsben ékszerész által ezüstből készített képeslapok kerültek forgalomba. A „legelegánsabb levelezőlapnak” a hímzett selyem levelezőlapok számítottak. Magyarországon Bérczi D. Sándor budapesti nagyiparos állította elő őket. Sokféle változatban készültek csillámporos és gyöngyporos lapok is. A képeslapkiadók leleményessége határtalan volt. Készültek optikai trükkös lapok, átvilágítható lapok, hanglemezes képeslapok. A régi képeslapok közül a legdrágábbak a „hajasbabásak” voltak, amelyek elkészítéséhez parókamesterre is szükség volt.

## Képeslapok gyűjtése
A képeslapgyűjtés a XIX. század utolsó évtizedeiben kezdett népszerűvé válni. A legelső egyesületek Németországban jöttek létre az 1890-es évek vége felé. A legpatinásabb a Nordhauseni Klub volt, több mint 2000 taggal. Barcelonában 1901-ben a Sociedad Cartòfilia Española "Hispania" nevű egyesület pedig 1000 taggal. Nagy-Britanniában külön évkönyvet, a Postcard Exchange Registert jelentett meg a Tuck kiadó a gyűjtők számára. A 30-as és 50-es években hanyatlott a képeslevelezőlap-gyűjtése, majd csak az 50-es és a 60-as évek fordulóján jött újra „divatba”, amely tart egészen napjainkig. Az amerikai és a nyugat-európai gyűjtők jól szervezettek. Nagy-Britanniában a numizmatika és a bélyeg gyűjtés után a képeslap a harmadik legfontosabb érték a piacon. A Sotheby aukciósház is rendszeresen tart képeslevelezőlap-árveréseket. A németeknél a gyűjtést a gazdag szakirodalom és a sajtó is támogatja. 
Magyarországon a Hungária képeslapgyűjtő egyesület 1898-ban alakult, elnöke Klökner József volt. Az 50-es években a Fővárosi Művelődési Házban zajlottak a gyűjtői találkozók és a képeslap kiállítások, amelyek védnöke többnyire Köves Sándor volt. 1989-ben Szombathelyen jött létre képeslapgyűjtő egyesület, amely jelenleg 300 taggal működik. Budapesten Gondos Béla vezetésével létrejött egy laza gyűjtői csoportosulás, amely az Erdélyi Magyar Egyesület keretében tartja összejöveteleit. A Szegedi Képeslevelezőlap-gyűjtők Klubja 1990-től működik Deák Endre vezetésével a Bélyegbarátok Köre keretében. Hagyományos gyűjtői területnek számítanak a helytörténeti, üdvözlő-, művész- és a motívum képeslapok.   